# Duleep Trophy 2017/18
Die Duleep Trophy 2017/18 war die 56. Ausgabe des indischen First-Class-Cricket-Wettbewerbes.

## Format
Die Mannschaften spielen in einer Gruppe gegen jede andere Mannschaft. Die beiden Erstplatzierten spielen anschließend im Finale den Gewinner des Wettbewerbes aus.

## Stadion
Die Spiele werden in zwei neutralen Stadien ausgetragen.
| Stadion                             | Stadt   | Kapazität |
| ----------------------------------- | ------- | --------- |
| Ekana International Cricket Stadium | Lucknow | 50.000    |
| Green Park Stadium                  | Kanpur  | 60.000    |

## Kaderlisten
Die Kader wurden am 30. August 2017 bekanntgegeben.
| First-Class | First-Class | First-Class |
| India Blue | India Green | India Red |
| --- | --- | --- |
| - Suresh Raina (K) - Bhargav Bhatt - K. S. Bharat - Abhimanyu Easwaran - Deepak Hooda - Samit Gohel - Sagun Kamat - Ishan Kishan (wk) - Ankit Rajpoot - Pankaj Rao - Vijay Shankar - Ishant Sharma - Pankaj Singh - Manoj Tiwary - Jaydev Unadkat - Hanuma Vihari - Akshay Wakhare - Jayant Yadav | - Parthiv Patel (K, wk) - Varun Aaron - Ankit Bawne - Shivam Chaudhary - Prashant Chopra - Aniket Choudhary - Mayank Dagar - Kaushik Gandhi - Shreyas Iyer - Manpreet Juneja - Amandeep Khare - Dhawal Kulkarni - Shahbaz Nadeem - Karun Nair - Parvez Rasool - Navdeep Saini - Nitin Saini - Ravikumar Samarth - Anupam Sanklecha - Mohammed Siraj - Murali Vijay | - Dinesh Karthik (K, wk) - Sudip Chatterjee - Ashoke Dinda - Vijay Gohil - Krishnappa Gowtham - Akhil Herwadkar - Baba Indrajith - Ishank Jaggi - Siddarth Kaul - Chama Milind - Abhinav Mukund - Priyank Panchal - Rishabh Pant (wk) - Ambati Rayudu - Prithvi Shaw - Karn Sharma - Gahlaut Rahul Singh - Washington Sundar - Basil Thampi - Suryakumar Yadav |

## Resultate

### Gruppenphase
Tabelle
Die Tabelle der Saison nahm am Ende die nachfolgende Gestalt an.
| Teams       | Sp. | S | N | U | R | A | DWF | DTF | DLF | ND | BP | Ded | Punkte | Q      |
| ----------- | --- | - | - | - | - | - | --- | --- | --- | -- | -- | --- | ------ | ------ |
| India Red   | 2   | 1 | 0 | 0 | 0 | 0 | 0   | 0   | 1   | 0  | 0  | 0   | 7      | –0.091 |
| India Blue  | 2   | 0 | 0 | 0 | 0 | 0 | 1   | 0   | 0   | 1  | 0  | 0   | 4      |        |
| India Green | 2   | 0 | 1 | 0 | 0 | 0 | 0   | 0   | 0   | 1  | 0  | 0   | 1      | –0.118 |

Sieg: 6 Punkte; Remis: 0 Punkte
Spiele
| 7. – 10. September Scorecard | Lucknow | India Red 323 (110.5) & 307-2d (75) | – | India Green 157 (49.5) & 303 (89.2) |
|                              |         | India Red gewinnt mit 170 Runs      |   |                                     |

| 13. – 16. September Scorecard | Kanpur | India Red 383 (108.3) & 133-5 (35) | – | India Blue 444 (114) |
|                               |        | Remis                              |   |                      |

| 19. – 22. September Scorecard | Kanpur | India Blue 177 (52) | – | India Green 100-3 (31.5) |
|                               |        | Remis               |   |                          |

### Finale
| 10. – 14. September Scorecard | Lucknow | India Red 483 (127.2) & 298 (67.5) | – | India Blue 299 (67) & 229 (48) |
|                               |         | India Red gewinnt mit 163 Runs     |   |                                |